# Neveklovice
Neveklovice (německy Neweklowitz) jsou obec v okrese Mladá Boleslav ve Středočeském kraji. Rozkládá se asi osm kilometrů severně od města Mnichovo Hradiště. Žije zde 72 obyvatel.

## Historie
První písemná zmínka o obci pochází z roku 1400.

## Obyvatelstvo
| Rok            | 1869 | 1880 | 1890 | 1900 | 1910 | 1921 | 1930 | 1950 | 1961 | 1970 | 1980 | 1991 | 2001 | 2011 | 2021 |
| -------------- | ---- | ---- | ---- | ---- | ---- | ---- | ---- | ---- | ---- | ---- | ---- | ---- | ---- | ---- | ---- |
| Počet obyvatel | 255  | 228  | 231  | 188  | 201  | 177  | 172  | 126  | 95   | 66   | 40   | 27   | 33   | 62   | 70   |
| Počet domů     | 39   | 39   | 39   | 40   | 39   | 39   | 40   | 40   | 34   | 28   | 22   | 37   | 38   | 39   | 40   |

## Obecní správa

### Územněsprávní začlenění
Dějiny územněsprávního začleňování zahrnují období od roku 1850 do současnosti. V chronologickém přehledu je uvedena územně administrativní příslušnost obce v roce, kdy ke změně došlo:
- 1850 země česká, kraj Jičín, politický okres Mladá Boleslav, soudní okres Mnichovo Hradiště, obec Jivina[6]
- 1855 země česká, kraj Mladá Boleslav, soudní okres Mnichovo Hradiště, obec Jivina[6]
- 1868 země česká, politický i soudní okres Mnichovo Hradiště, obec Jivina[6]
- 1920 země česká, politický i soudní okres Mnichovo Hradiště[7]
- 1939 země česká, Oberlandrat Jičín, politický i soudní okres Mnichovo Hradiště[8]
- 1942 země česká, Oberlandrat Praha, politický okres Mladá Boleslav, soudní okres Mnichovo Hradiště[9]
- 1945 země česká, správní i soudní okres Mnichovo Hradiště[10]
- 1949 Liberecký kraj, okres Mnichovo Hradiště[11]
- 1960 Středočeský kraj, okres Mladá Boleslav[12]
- 1964 Středočeský kraj, okres Mladá Boleslav, obec Jivina[7]
- k 24. listopadu 1990 Středočeský kraj, okres Mladá Boleslav[7]

### Obecní symboly
Znak a vlajka byly obci uděleny rozhodnutím předsedy Poslanecké sněmovny Parlamentu České republiky dne 21. června 2018.

## Doprava
Silniční doprava
- Do obce vede silnice III. třídy.

Železniční doprava
- Železniční trať ani stanice na území obce nejsou. Nejblíže obci je železniční stanice Mnichovo Hradiště ve vzdálenosti 6 km ležící na trati 070 v úseku z Mladé Boleslavi do Turnova.

Autobusová doprava
- V obci zastavovala v pracovních dnech května 2011 autobusová linka Mnichovo Hradiště-Jivina-Cetenov, Hrubý Lesnov (4 spoje tam i zpět) (dopravce TRANSCENTRUM bus, s.r.o.).[14]

## Pamětihodnosti
- Kaple na severní straně návsi